# Сенфорд Робінсон Ґіффорд
Сенфорд Робінсон Ґіффорд (10 липня 1823, Ґрінфілд, Нью-Йорк — 24 серпня 1880, Нью-Йорк) — американський пейзажист, мариніст і портретист. Його стиль відносять до школи річки Гадсон.

## Життєпис
Ґіффорд народився 10 липня 1823 року в Ґрінфілді , штат Нью-Йорк, у родині металургійного підрядника, і виріс у Гадсоні. Він навчався в Університеті Брауна в Провіденсі і приїхав до Нью-Йорка в 1845 році. Тут він вивчав малювання та анатомію у Джона Рубенса Сміта. Навчальна поїздка в 1846 році в Катскілл і Берширські гори познайомила його з пейзажним живописом, хоча він не проходив навчання саме в цьому напрямку. Його ранні роботи були під сильним впливом творчості Томаса Коула, за винятком схильності останнього до релігійних мотивів. Ґіффорд вперше виставив їх у Національній академії дизайну в 1847 році. У 1851 році він став асоційованим членом, а в 1854 році — дійсним членом академії.
З 1855 до 1857 року Ґіффорд подорожував Європою та познайомився з Джоном Раскіном і роботами Джона Констебля та Вільяма Тернера. Під час відвідання Всесвітньої виставки в Парижі він також познайомився з роботами барбізонської школи. Він провів зиму 1856-1857 років у Римі з Альбертом Бірштадтом і Вортінґтоном Віттреджем, а потім поїхав до Неаполя та Капрі з Бірштадтом. Того ж року він повернувся до Нью-Йорка і орендував студію на 10-й вулиці, яку тримав до самої смерті.
Під час громадянської війни в США він три роки служив у армії північних сил. У 1868 році він знову подорожував до Європи, спочатку відвідавши Італію, а потім Грецію, Сирію, Єгипет і Туреччину. У 1870 році він подорожував до Скелястих гір у Колорадо разом з Віттреджем і Джоном Ф. Кенсеттом і приєднався до експедиції під керівництвом Фердинанда Гайдена, яка мала на меті дослідити геологію та географію Вайомінґу. У 1874 році він здійснив ще одну подорож на Захід Америки, цього разу до Каліфорнії, Ореґону, Британської Колумбії та навіть Аляски; випадкові поїздки також привели його до Мену і Канади. Ґіффорд одружився в 1877 році, але невдовзі помер від малярії та пневмонії в 1880 році.

## Твори (вибірка)

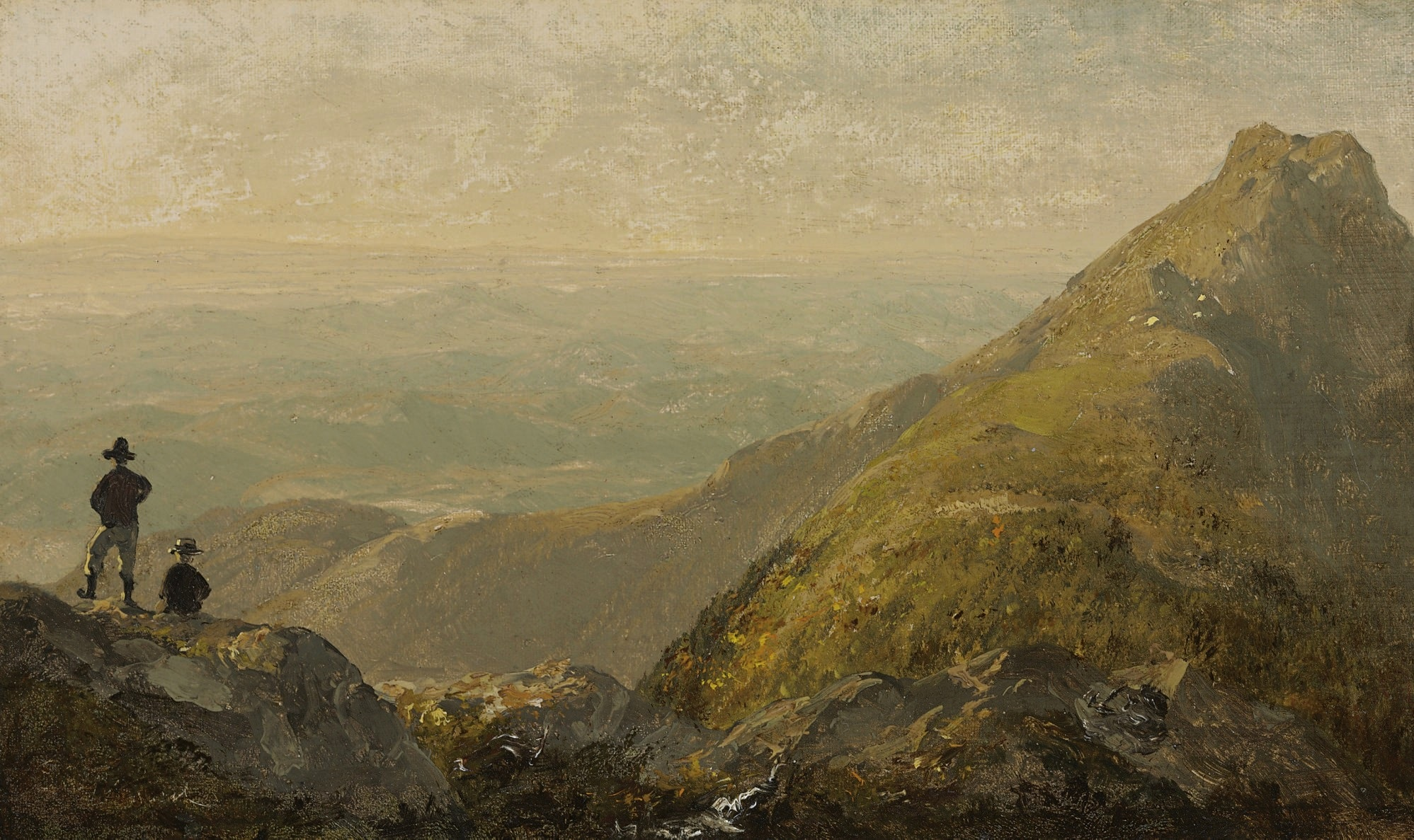
Ескіз гори Менсфілд
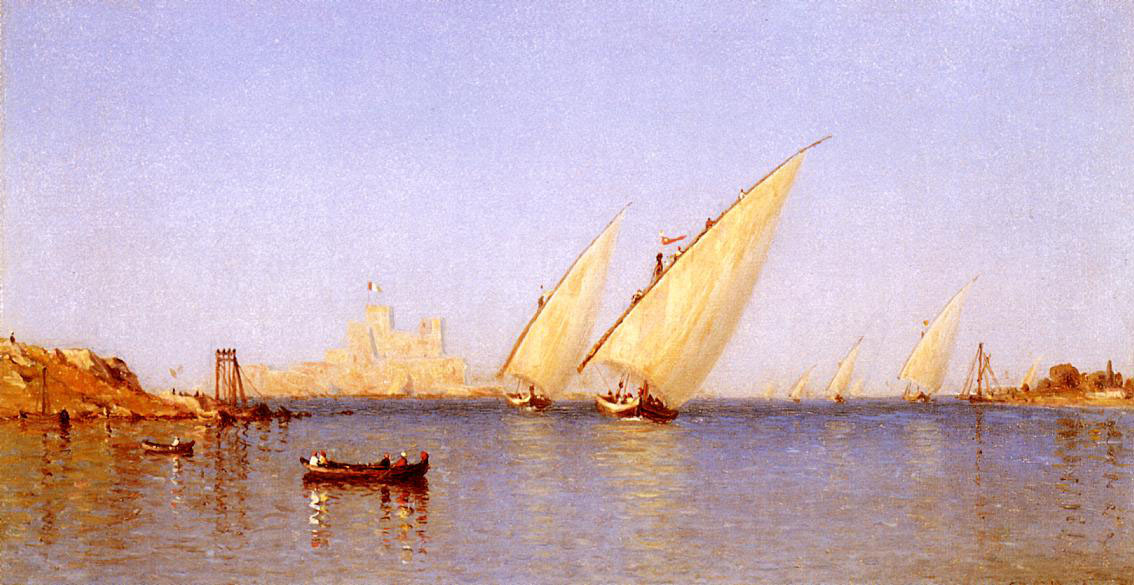
Рибальські човни повертають до затоки Бріндізі
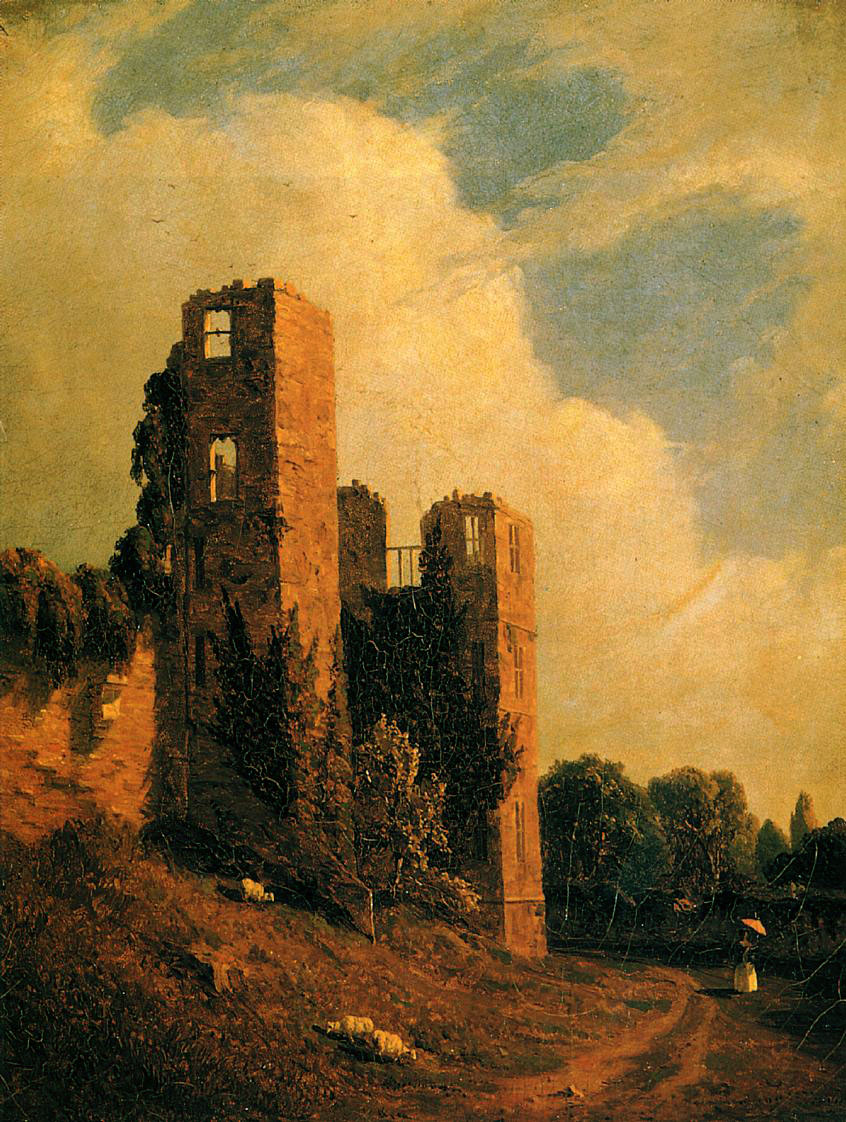
Замок Кенілворт
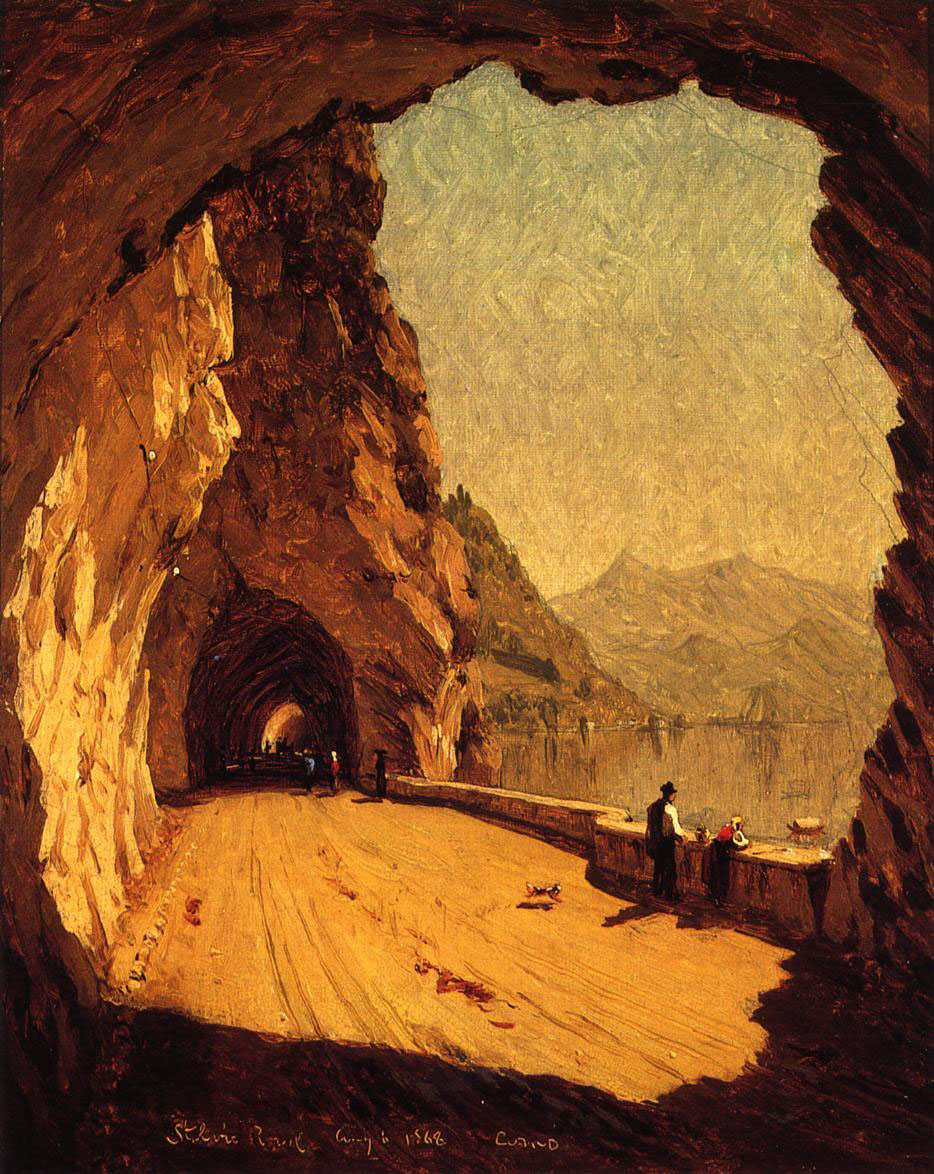
Дорога Стельвіо по березі озера Комо